# Кркардаш
Кркардаш или Крккардаш је крај на брду у северном делу Битоља (Баир, Северна Македонија), где се одвила борба између македонских побуњеника и турских аскера. 
На том брду постојала је мања тврђава, лено феудалног господина Толета, у коју су се приликом доласка Турака затворили. Тамо су заједно са становништвом Битоља пружили Турцима жесток отпор. У крвавој бици која је следила пали су сви бранитељи тврђаве. Због чврсте и јуначке одбране Турци су тај крај именовали Крккардаш, шта у преводу значи 40 браће (четрдесеторица браће).
Данас на том месту погибије стоји црква 40 мученика Севастијских (мкд. 40 маченици). Слава цркве је сваког првог дана пролећа.